# 大阪市立八阪中学校
大阪市立八阪中学校（おおさかしりつ やさか ちゅうがっこう）は、大阪府大阪市福島区にある公立中学校。

## 概要
1947年に現校名で現在の場所に創立した。学校敷地は高等科単独の国民学校だった、旧大阪市八阪国民学校（大阪市鷺洲高等小学校、1940年創立）の敷地を継承している。なお学制改革と同時に発足した大阪市立中学校については、他の区では「区名と番号」の仮称で出発し、その後地名などを取り入れた校名へと変更された。しかし当校を含む福島区の中学校は、創立当初から地名などを取り入れた校名を名乗っている。
校名の「八阪」は旧八阪国民学校のものを継承したが、旧八阪国民学校の校名は地域（旧西成郡鷺洲町）の各大字ごとにそれぞれ設置された「八坂神社」に由来するとされている。神社名は「坂」の字だが学校名は「阪」の字となっていることについては、理由ははっきりしていない。
校訓は「希望 学び 感謝」。
2001年には大阪市教育委員会より「個性輝く学校づくり推進事業」の生活指導の研究指定を受け、校区内の小学校・幼稚園との連携、老人介護施設や障害者施設などでの福祉体験学習や、職業体験学習などの取り組みを実施している。

## 沿革
- 1947年 - 大阪市立八阪中学校として現在地に創立。
- 2001年 - 大阪市教育委員会より「個性輝く学校づくり推進事業」の生活指導の研究指定を受ける。（2年間）

## 通学区域
- 大阪市立鷺洲小学校、大阪市立海老江東小学校、大阪市立海老江西小学校の通学区域。

大阪市福島区 海老江1丁目-8丁目、鷺洲1丁目-6丁目。

## 交通
- JR大阪環状線 福島駅 北西へ約1.2km。
- 阪神本線 野田駅、地下鉄千日前線 野田阪神駅、JR東西線 海老江駅 北へ約1km。
- 大阪シティバス・阪神バス 上海老江バス停。